# Football League Second Division
Football League Second Division – w latach 1892–1992 drugi poziom ligowy w Anglii. Po uformowaniu Premier League, liga ta stała się drugim poziomem Football League i zarazem trzecim poziomem ligowym w kraju.
W 2004 roku ze względów reklamowych Football League Second Division przemianowano na Football League One.

## Historia
2 marca 1888 roku William McGregor, prezes Aston Villi, wysłał list do pięciu angielskich klubów – Blackburn Rovers, Boltonu Wanderers, Preston North End, West Bromwich Albion i sekretarza własnego klubu – Aston Villi, z propozycją utworzenia rozgrywek piłkarskich, złożonych z 10 lub 12 zespołów. J. J. Bentley z Boltonu oraz Tom Mitchell z Blackurn zareagowali pozytywnie i zaproponowali by na kolejne spotkanie w sprawie utworzenia nowej ligi, 23 marca 1888 roku, zaprosić przedstawicieli kolejnych zespołów. Miesiąc później utworzono nową ligę. Kluby, których nie przyjęto do nowo powstałych rozgrywek m.in. Nottingham Forest czy The Wednesday, utworzyły konkurencyjne rozgrywki zwane Football Alliance.
W 1892 roku zdecydowano o włączeniu Football Alliance w szeregi Football League. Utworzono Football League First Division, do której dołączyły 3 najlepsze zespoły Football Aliance i Football League Second Division, której założycielami było 12 drużyn:
- Ardwick
- Bootle
- Burton Swifts
- Crewe Alexandra
- Darwen
- Grimsby Town
- Lincoln City
- Northwich Victoria
- Port Vale
- Sheffield United
- Small Heath
- Walsall

### Liczba drużyn wSecond Divisionw poszczególnych sezonach
- 1892/1893 – 12.
- 1893/1894 – 15.
- 1894/1895 – 1897/1898 – 16.
- 1898/1899 – 1904/1905 – 18.
- 1905/1906 – 1914/1915 – 20.
- 1919/1920 – 1986/1987 – 22.
- 1987/1988 – 23.
- 1988/1989 – 2003/2004 – 24.

## Zasady promocji i spadków
W latach 1892–1898 nie było bezpośrednich awansów i spadków. Rozgrywano mecze testowe, w których udział brały zespoły z ostatnich miejsc First Division i pierwszych miejsc Second Division.
Od sezonu 1898/1899 wprowadzono zasadę bezpośrednich promocji i spadków. 1. ligę opuszczały dwie ostatnie drużyny, awans uzyskiwały dwie najlepsze. Pierwszymi spadkowiczami z First Division były: Bolton Wanderers oraz The Wednesday; zespoły, które po raz pierwszy w historii uzyskały promocję to: Manchester City i Glossop North End.
W 1920 utworzono Football League Third Division. Ostatnia drużyna Division Two z sezonu 1919/1920 – Grimsby Town – została pierwszym spadkowiczem z 2. ligi; stała się zarazem jednym z 22 założycieli nowo utworzonej 3. ligi. Jej miejsce zajęła walijska drużyna – Cardiff City.
Rok później Third Division podzielono na dwie grupy – północną i południową; z Division Two spadały wówczas dwa zespoły do jednej z grup w zależności od położenia geograficznego. Od sezonu 1973-1974 Second Division opuszczały trzy drużyny.
W 1987 po raz pierwszy rozegrano mecze barażowe o awans do First Division; o jedno dodatkowe miejsce premiujące awansem do najwyższej klasy rozgrywkowej w Anglii uczestniczyły zespoły z miejsc 3-6.